# Памятник Татищеву и де Геннину

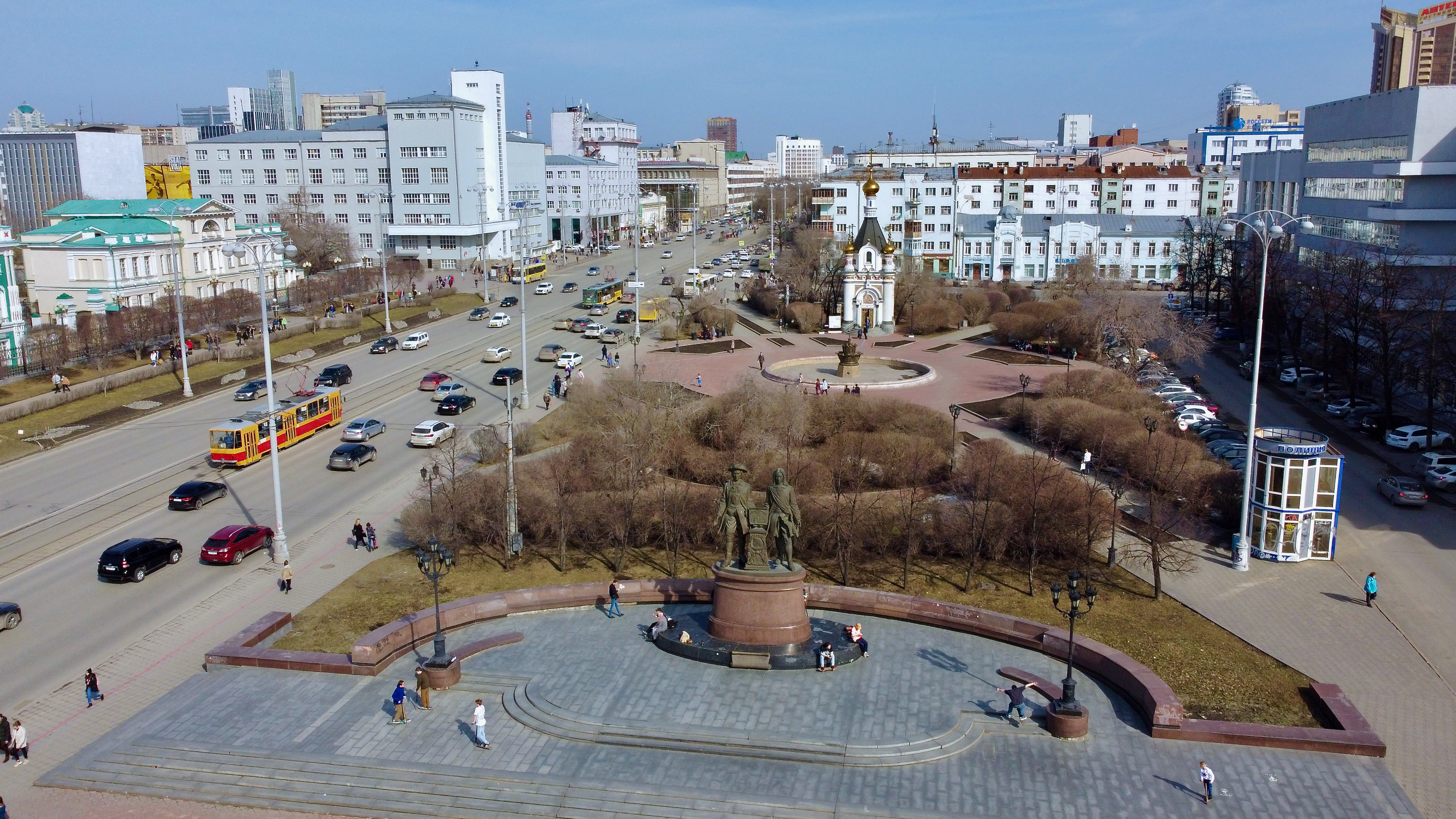
Памятник на фоне Площади Труда

Памятник Василию Татищеву и Вильгельму де Геннину расположен в Екатеринбурге на Площади Труда.

## История
Идея создания памятника основателям города обсуждалась ещё в 1980-х годах. В этот период скульптор А. Г. Антонов выполнил модель памятника В. Н. Татищеву, но скульптура не была реализована. Новые конкурсы на лучший проект памятника были организованы в 1990-х годах. По результатам отбора был выбран проект скульптора П. П. Чусовитина.
Открытие памятника основателям города состоялось 14 августа 1998 года и было приурочено к празднованию 275-летия Екатеринбурга. Памятник был отлит из бронзы в литейном цехе завода «Уралмаш» и был собран из 19 частей.
Несмотря на то, что при жизни Татищев и де Геннин недолюбливали друг друга, на памятнике их изобразили вместе. Это привело к тому, что вследствие похожести фигур Татищева и де Геннина екатеринбуржцы не различают их друг от друга. К тому же надпись не соответствует расположению фигур: де Геннин стоит слева в шляпе-треуголке, а Татищев — справа в парике без шляпы.
Надпись у подножия памятника гласит:
«СЛАВНЫМ СЫНАМ РОССИИ

В.Н. ТАТИЩЕВУ И В.И. ДЕ ГЕННИНУ

ЕКАТЕРИНБУРГ БЛАГОДАРНЫЙ

1998 год»
Поскольку в год установки памятника в Россию пришёл телеканал MTV, молодежь «окрестила» его «Бивисом и Батхедом» в честь героев популярного на канале сериала. Название устоялось и для последующих поколений. Памятник даже подвергался вандальной переделке под Бивиса и Батхеда.
Памятник пользуется популярностью у горожан. В частности, в начале зимы 2010 года на шеи де Геннина и Татищева были повязаны шарфы в акции «Укутай Екатеринбург».
В 2018 году памятник оказался в центре скандала: изображение памятника пытались поставить под запрет во всех печатных изданиях из-за денежных претензий авторского общества. Администрация города, заказавшая в 90-х годах его проект и установку, не обладает правами на памятник.